# Kokumin Dōmei
Il Kokumin Dōmei (国民同盟?) è stato un partito politico fascista giapponese attivo dal 1932 al 1940.

## Storia

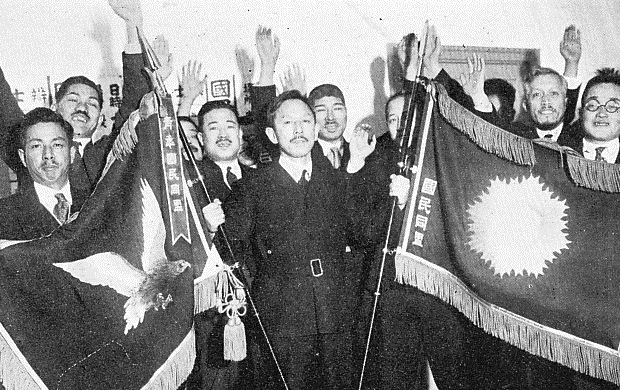
Esponenti di Kokumin Dōmei nel 1933

Seigō Nakano e Kenzō Adachi costituirono l'organizzazione politica Kokumin Dōmei nel dicembre 1932, dopo che ad Adachi fu vietato di tornare al suo posto nella Rikken Minseitō dopo il suo ritiro nel 1931.
Il partito, che consisteva principalmente di fuoriusciti dal Minseitō, ebbe in origine una rappresentanza di 32 posti nella Dieta nazionale del Giappone. Nel 1934 fu sottoposto ad un'indagine sull'Incidente di Teijin, un tentativo di scalzare il Primo ministro Makoto Saitō.
Tuttavia, nel 1935, molti membri tornarono al Minseitō, e nel 1936, Nakano lascia il partito per formare il Tōhōkai l'anno successivo. Nelle elezioni del 1937, il partito scende da 32 ad 11 seggi.
Nel giugno 1940, il Kokumin Dōmei si fuse nel Taisei Yokusankai, organizzazione politica di Hideki Tōjō nata per creare un partito unico di Stato, e allo scoppiare della guerra ha cessato di esistere.

## Ideologia
Il Kokumin Dōmei auspicava una forma di corporativismo, basata sul distributismo e sulla strategia attendista propria del fabianesimo, con il controllo del governo solo nei settori strategici e nelle istituzioni finanziarie superiori, e la creazione di un'unione economica Giappone-Manchukuo.

## Risultati elettorali
| Controllo di autorità | VIAF (EN) 256548021 |